# J. G. イルムラー
J. G. イルムラー（J. G. Irmler）は、ザクセン・ライプツィヒのピアノ製造会社であった。
所有者のエミールおよびオットー・イルムラーはオーストリア＝ハンガリー帝国帝室・王室御用達称号を授与された。

## 歴史
1818年、ヨハン・クリスティアン・ゴットリープ・イルムラー（Johann Christian Gottlieb Irmler、1790年2月11日–1857年12月10日）がライプツィヒでピアノ製造会社を創業した。1842年、イルムラーはグランドピアノのための新たなアクションを考案した。同年、イルムラーはザクセン国王からgroße Goldene Sächsische Königliche Staatsmedaille（ザクセン王室大金章）を授与された。
1943年、他のピアノメーカーと同様にイルムラー社も空襲の被害にあい、生産施設は完璧に破壊された。第二次世界大戦の終戦後、イルムラー家は事業の再開を決断した。しかし、ロシアの占領下でピアノ製作に適した建物を再建することは非常に難しかった。家長の死去後、イルムラー家は西側に脱出した。1953年、東ドイツ当局はイルムラー社の歴史を終わらせた。
1999年、イルムラーの名前が復活した。2018年現在、Irmler Piano GmbHはブリュートナー社の関連会社であり、イルムラーブランドのピアノはブリュートナーが販売している。

## モデル
Studioシリーズは主に中国の工場で組み立てられ、ドイツのブリュートナーの工場でハンマーが組込まれ、検査や調整が行われる。このモデルは積層スプルース響板が使われている。
Professionalシリーズは、サミックのインドネシア工場製の部品とポーランド製のキャビネットを使ってドイツで組み立てられる。